# Ghosts (The Walking Dead)
«Fantasmas» —título original en inglés: «Ghosts»— es el tercer episodio de la décima temporada de la serie de televisión de terror The Walking Dead. Se transmitió en AMC en Estados Unidos el 20 de octubre de 2019 y en España e Hispanoamérica al día siguiente fue emitido por la cadena televisiva FOX. El episodio fue escrito por Jim Barnes y dirigido por David Boyd. 

## Argumento
Durante un período de 48 horas, varias hordas de caminantes aparecen dirigiéndose contra la comunidad de Alexandría desde varios enfoques, agotando a las comunidades mientras logran eliminarlos. Lydia les dice a los demás que esta no es la estrategia normal de Alpha: ahogaría a la comunidad con una horda masiva en lugar de estos ataques más pequeños. Durante una pausa, Gamma se acerca a los alejandrinos y les ordena que se encuentren con Alpha en la línea de postes que delinean su territorio hacia el norte. Michonne, Daryl y Carol van a encontrarse con Alpha, mientras que otros grupos trabajan para tratar de detener a las hordas que avanzan desde otras direcciones. Aaron recibe instrucciones de tomar a Negan, una de las pocas personas que quedan capaces de luchar, para detener a una horda que viene del sur. Aaron, todavía amargado por la pérdida de su novio durante la guerra contra Los Salvadores, detesta a Negan y lo obliga a luchar solo con una estaca de madera en lugar de un pie de cabra. Después de que Negan y Aaron se burlan el uno del otro acerca de fallarle a sus seres queridos, son atacados por un caminante cubierto de hierba de cerdo, que cae sobre Aaron, lo que le provoca una erupción en la cara y se queda ciego temporalmente. Sin señales de Negan alrededor, Aaron encuentra una casa y se refugia allí, pero los caminantes pronto llegan. Negan, que había estado siguiendo a Aaron en silencio, llega para acabar con los caminantes y salvar a Aaron, demostrando así su lealtad a Alexandria.
En la frontera, Alpha le dice al grupo que sabe que han cruzado tres veces el territorio de Los Susurradores desde que se estableció la línea, pero en lugar de derramar sangre, afirma que simplemente extenderán su territorio para incluir la mayoría de los terrenos de caza cerca de Alexandría. Cuando Alpha se jacta ante Carol sobre la muerte de Henry, Carol intenta dispararle, pero Daryl le quita el arma de la mano y Michonne negocia sobre las acciones de Carol, considerándola una madre afligida y alegando que Alpha podía entender. Alpha les permite irse sin castigo y le dice al grupo de Michonne que corra. Mientras huyen, Carol ve a varios susurradores persiguiéndolos junto con los caminantes. Atacan a los que pueden y se refugian en una escuela abandonada. Se muestra que Carol ha estado tomando un medicamento recetado que la mantiene despierta para evitar soñar con la muerte de Henry, lo que ha provocado que vea alucinaciones, incluso de los Susurradores que los persiguen.
Mientras busca de nuevo a Los Susurradores dentro del gimnasio de la escuela, Carol queda atrapada en una trampa que la deja colgando boca abajo mientras un Susurrador se burla, antes de que el susurrador saque una pequeña horda de caminantes, Carol logra matarlos a todos incluyendo al susurrador, antes de que llegue el resto del grupo. Daryl y Michonne ayudan a Carol a regresar a Alexandria para reparar sus heridas causadas por la trampa, donde considera no tomar más la medicación. De vuelta donde atacaron a los caminantes, un Susurrador se levanta de repente, procediendo una reanimación después de ser asesinado por Carol.

## Recepción

### Recepción crítica
"Ghosts" recibió críticas positivas de los críticos. En Rotten Tomatoes, el episodio tiene una calificación de aprobación del 88 % con un puntaje promedio de 6.96 de 10, basado en 15 revisiones. El consenso crítico del sitio dice: "Abriendo con algunas de las imágenes más inquietantes de TWD's la imagen más inquietante hasta la fecha, 'Ghosts' aumenta la tensión con una historia embriagadora y psicológicamente impulsada".

### Calificaciones
"Ghosts" atrajo a 3.48 millones de espectadores y fue el programa de cable más visto de la noche.